# Abrigos rupestres do Regato das Bouças
Os Abrigos rupestres do Regato das Bouças localizam-se a leste da serra dos Passos, na freguesia de Passos, município de Mirandela, distrito de Bragança, em Portugal.

## História
Constitui um sítio arqueológico composto por abrigos do período neolítico. Estes apresentam figuras geométricas,  antropomórficas e arboriformes.
Os Abrigos encontram-se classificados como Imóvel de Interesse Público desde 1992.